# Yuki Masuda
Pour les articles homonymes, voir Masuda (homonymie).
Yuki Masuda (増田 ゆき, Masuda Yuki) est une seiyū japonaise et une chanteuse occasionnelle. Elle est née le 9 février 1973 à Atami au Japon.

## Rôles notables
- Yanagi Sakoshita dans Flame of Recca
- Veena et sa sœur jumelle Helen, deux des princesses Pu'Awak dans Cyborg 009
- Misae dans Bubblegum Crisis: Tokyo 2040
- Belvedere Coco dans Vandread
- (Ms.) Hibiki Amawa dans I My Me! Strawberry Eggs (en)
- Sakakibara Yuri dans Sakura Taisen
- Eri et d'autres dans Inuyasha
- Mère de Sakura dans Naruto
- Ukraine dans Hetalia
- Nicola dans Kyo Kara Maoh!
- Sierra dans Transformers: Prime

### Jeux vidéo
- Miranda dans Hot Shots Tennis (en)
- Palne et Ricken dans Fire Emblem: Awakening
- Palne, Phila et Ricken dans Fire Emblem Heroes
- Artemis dans God of War
- Angela Cross dans la version japonaise de Ratchet & Clank: Going Commando
- Fiona Gureden dans Super Robot Wars: Original Generations (en)
- Takumi Sasaki dans Tokimeki Memorial 2 (en)

### Doublage
- Piper Pinwheeler dans Robots
- Babs Seed dans My Little Pony
- Dulcy the Dragon (également par Mayuko Aoki) dans Sonic the Hedgehog

## Bandes sonores d'animes
- Flame of Recca Ending 2 ("Zutto Kimi Soba de")